# Franz Gleissner
Franz Johannes Gleissner ou Gleißner, né le 6 avril 1761 à Neustadt an der Waldnaab et mort le 28 septembre 1818  à Munich, est un compositeur, musicien à la cour de Munich, chanteur et musicologue allemand, qui a en outre participé à l’essor de la lithographie en s’associant avec son inventeur, Aloys Senefelder.

## Biographie
Il fait des études à Amberg. Très tôt il étudie la musique. Sa première œuvre est un Requiem pour la mort du prince-électeur Maximilien III Joseph de Bavière. À 19 ans il va poursuivre ses études à Munich. Il effectue son service militaire de 1784 à la fin de 1789, période pendant laquelle il épouse Maria Anna Pangratz, qui prendra une part active à ses affaires.
En 1796, il rencontre Aloys Senefelder, qui cherche à imprimer des partitions musicales avec un procédé de son invention. La première œuvre imprimée avec ce qui sera plus tard la lithographie est Feldmarsch der Churpfalzbayer’schen Truppen de Gleissner. Ils s’associent pour fonder une entreprise, Gleißner & Senefelder. En 1799, ils obtiennent un privilège pour 15 ans du prince-électeur Maximilien IV Joseph de Bavière.
Avec l’éditeur de musique Johann Anton André, il écrit plusieurs ouvrages de musicologie, dont un catalogue des œuvres de Mozart, bien avant celui de Köchel. Il devient « inspecteur royal de l’Imprimerie du royaume de Bavière ». En 1807, lui, Senefelder et Johann Christoph von Aretin forment contrat pour imprimer des lithographies à partir du fonds de la Bayerische Staatsbibliothek (Munich) ; l'entreprise fait faillite en 1809.
Il est enterré au cimetière sud de Munich, comme Aloys Senefelder.